# Jesinka
Jesinka (ros. Есинка) – osiedle w Rosji, w obwodzie twerskim, w rejonie rżewskim. W 2021 liczyło 845 mieszkańców.